# Việt Nam tại Đại hội Thể thao Đông Nam Á 1989
Việt Nam đánh dấu sự trở lại đấu trường thể thao trong khu vực vào năm 1989 khi tham dự Đại hội Thể thao Đông Nam Á thứ 15 được tổ chức tại Kuala Lumpur, Malaysia. Đoàn gồm với 43 vận động viên, dưới sự dẫn dắt của hai trưởng đoàn là ông Trịnh Ngọc Chữ và ông Hoàng Vĩnh Giang tranh tài ở 8 môn thi đấu, đã giành được vị trí thứ 7 toàn đoàn trong tổng số 9 đoàn tham dự.

## Bảng huy chương
Dưới đây là bảng tổng sắp huy chương của đoàn Việt Nam tại SEA Games 15:
|      | Môn       | Vàng | Bạc | Đồng | Tổng |
| ---- | --------- | ---- | --- | ---- | ---- |
| 1    | Bắn súng  | 3    | 8   | 3    | 14   |
| 2    | Bóng bàn  | 0    | 3   | 0    | 3    |
| 3    | Quyền anh | 0    | 0   | 2    | 2    |
| Tổng | Tổng      | 3    | 11  | 5    | 19   |

### Vàng
- Bắn súng
  - Đồng đội nam súng ngắn bắn nhanh (Nguyễn Quốc Cường, Lê Tuấn Đồng, Nguyễn Đức Uýnh) – 1702 điểm
  - Súng trường tiêu chuẩn nữ: Ngô Ngân Hà - 583 điểm
  - Đồng đội nữ súng trường tiêu chuẩn (Ngô Ngân Hà, Đặng Thị Đông, Nguyễn Bùi Thiết) – 1736 điểm

### Bạc
- Bắn súng
  - Súng ngắn bắn chậm: Lê Quốc Đống – 540 điểm
  - Súng ngắn bắn nhanh: Nguyễn Quốc Cường – 580 điểm
  - Súng trường nằm bắn: Nguyễn Tiến Trung – 585 điểm
  - Súng trường tiêu chuẩn ba tư thế: Đặng Thị Đông - 557 điểm
  - Đồng đội nữ - Súng trường tiêu chuẩn ba tư thế (Đặng Thị Đông, Ngô Ngân Hà, Nguyễn Bùi Thiết) – 1634 điểm
  - Đồng đội nam – Súng ngắn tiêu chuẩn – 1670 điểm
  - Đồng đội nam – Súng ngắn bắn chậm 60 viên – 1579 điểm
  - Đồng đội nam – Súng trường nằm bắn – 1748 điểm
- Bóng bàn
  - Đồng đội nam (Trần Tuấn Anh, Lê Xuân Phong, Nguyễn Minh Hiền, Nguyễn Đức Long)
  - Đồng đội nữ (Nguyễn Thị Tuyết, Nhan Vị Quân, Vũ Thị Noen)
  - Đôi nam nữ phối hợp (Trần Tuấn Anh – Nhan Vị Quân)

### Đồng
- Bắn súng
  - Đồng đội nam súng trường ba tư thế - 3388 điểm
  - Súng trường tự chọn 3 tư thế: Nguyễn Tấn Nam - 1115 điểm
  - Súng ngắn tiêu chuẩn: Nguyễn Quốc Cường – 560 điểm
- Quyền Anh
  - 48 kg nam: Đặng Hiếu Hiền
  - 54 kg nam: Tạ Quang